# Михаил Корибут Вишњевецки
Михаил Корибут Вишњевецки (31. мај 1640, Бели Камен - 10. новембар 1673, Лавов) је био краљ Пољске и Литваније у периоду од 1669. до 1673. године.

## Младост
Михаил се родио 31. маја 1640. године у Белом Камену: отац му је био Јеремија Михаил Вишњевецки, малоруски (украјински) војвода, а мајка Гризелда Замојска, кћерка Томаша Замојског, пољског канцелара.
Године 1656. послат је на запад да би научио војну вештину и на тим путовањима, која су трајала до 1663. научио је осам језика (укључујући и течно немачки и чешки). Владислав Конопчински о томе заједљиво каже:
Међутим, ни у једном од њих није имао ништа занимљиво да каже.
Михаил је 4. јуна 1659. године постао намесник Пржемисла и баш у ово време је постао пуковник у војсци аустријског цара.
Када се вратио са путовања учествовао је и у експедицији против Русије и козака, која је трајала од 6. јула 1663. до марта 1664. године.

## Владавина

### Долазак на престо
16. септембра 1668. абдицирао је пољско-литвански краљ Јан II Казимир, а за време Interregnumа стварну власт је вршио Никола Празмовски.
Михаил није био богат и зато није могао бити добар владар. Није био ожењен, а био је и млад (са свега 28 година); био је католик, али није имао никакво политичко искуство, ни веће амбиције, дакле, безопасан за Швеђане. Михаил је изабран за краља Пољске 16. јуна 1669. године, а крунисан је 29. септембра 1669. године. На том састанку је 6. октобра Михаил постао витез Златног руна, а последњег дана је племство негодовало због Михаиловог избора за краља. Тада избија феудална анархија у Пољској и Литванији.

### Унутрашња политика
За време Михаилове владавине је често заседао сејм:
- 5. до 21. марта 1670. године, под Јан Казимиром Кјердејом;
- 9. септембра до 31. октобра 1670. године, под Станиславом Хераклијем Лубомирским;
- 26. јануара до 14. марта 1672. године, под Мартином Оборским;
- 18. маја до 30. јуна 1672. године, под Габријелом Друцким-Соколницким.

У Пољској и Литванији је, за време Михаилове владавине, владало расуло. 12. новембра 1669. године дошло је до негодовања племића, због његовог избора за краља. 1670. године је почео враћати козаке под своју власт. Потом 28. новембра 1670. избија побуна у Пруској, а потом 1671. нове побуне козака.Ипак је, 28. новембра 1670. године, ухваћен, од стране Евстатија Бранта, Кристијан Калкштајн-Столински, Михаилов узурпатор у Пруској, и за ово је Евстатије добио титулу великог електора, коју је задржао до 8. новембра 1672. године.

### Рат против Козака и Турака
На сабору у Острогу 2. новембра 1670. године срушен је Михаилов непријатељ Петар Дорошенко, а нови вођа козака је постао Михаил Ханенко.
9. априла 1671. је Михаил Корибут склопио савез са Русијом у борби против Турака, а јулу 1671. је покренуо рат против козака Петра Дорошенка и Татара. Козаци су на почетку овог рата опсели Белу Цркву, али их је 26. августа поразио војсковођа Јан Собјески под Брацлавом, а под Виницом, Могиљовом, Ладижином и Каљником 21. октобра. Пољска војска је потом опљачкала Рашкув и још истог месеца завршила цео рат.
10. децембра Турци му објављују рат и захтевају повлачење пољских трупа из Украјине и Подолије, а потом у јуну 1672. упадају у Украјину и у јулу освајају Жвањец, а 26. августа Камењец Подољски. Ипак их је Јан Собјески поразио у опсади Лавова (20 - 29. септембра), потом их је поразио под Ухриновом, Њемировом, Калухом, Комарном (у септембру) и Петранком (14. октобра). 18. октобра 1672. склопљен је мир са Турцима, којим Турци добијају Подолију и Украјину (од Дњепра до Дњестра), а Михаил је дужан да плаћа годишњи данак Турцима у износу од 22 000 златника.
Одмах иза овог мира је угушена побуна козака. 27. јуна 1672. године дошло је до неуспешног државног удара незадовољника. Михаил је 6. јуна 1672. године од папе добио титулу Бранилац вере.
11. марта 1673. Турци су почели поново претити ратом и коначно су га објавили. Михаил је због тога Варшаву спремио за одбрану, коју је требало да води изузетно способни Јан Собјески. Јан потом упада у Молдавију и 11. октобра побеђује Турке код Хотина.

## Брак
27. фебруара 1670. Михаил се у Ченстохови оженио Еленором Маријом Јозефом, кћерком цара Светог римског царства Фердинанда III Хабзбуршког са којом није имао деце.

## Смрт и сахрана
Недуго после победе код Хотина, Михаил је умро 10. новембра 1673. у Лавову, још увек јако млад, у својој 33. години живота, од чирева које је добио због тога што је јео зелено воће. Сахрањен је 31. јануара у Краковској катедрали. Првобитно се његов ковчег налазио испод капеле Светог Крста, а 1858. пребачен је у крипту Светог Леонарда у мермерну гробницу.

## Породично стабло
|  |                                  |  |  |  |  |  |  |  |  |  |  |  |  |  |  |  |
|  | 8. Michał Wiśniowiecki           |  |  |  |  |  |  |  |  |  |  |  |  |  |  |  |
|  |                                  |  |  |  |  |  |  |  |  |  |  |  |  |  |  |  |
|  |                                  |  |  |  |  |  |  |  |  |  |  |  |  |  |  |  |
|  | 4. Michał Wiśniowiecki           |  |  |  |  |  |  |  |  |  |  |  |  |  |  |  |
|  |                                  |  |  |  |  |  |  |  |  |  |  |  |  |  |  |  |
|  |                                  |  |  |  |  |  |  |  |  |  |  |  |  |  |  |  |
|  | 9. Halszka Zenowiczówna          |  |  |  |  |  |  |  |  |  |  |  |  |  |  |  |
|  |                                  |  |  |  |  |  |  |  |  |  |  |  |  |  |  |  |
|  |                                  |  |  |  |  |  |  |  |  |  |  |  |  |  |  |  |
|  | 2. Јарема Вишњовјецки            |  |  |  |  |  |  |  |  |  |  |  |  |  |  |  |
|  |                                  |  |  |  |  |  |  |  |  |  |  |  |  |  |  |  |
|  |                                  |  |  |  |  |  |  |  |  |  |  |  |  |  |  |  |
|  | 10.Ieremia Movilă                |  |  |  |  |  |  |  |  |  |  |  |  |  |  |  |
|  |                                  |  |  |  |  |  |  |  |  |  |  |  |  |  |  |  |
|  |                                  |  |  |  |  |  |  |  |  |  |  |  |  |  |  |  |
|  | 5. Regina Mohyła                 |  |  |  |  |  |  |  |  |  |  |  |  |  |  |  |
|  |                                  |  |  |  |  |  |  |  |  |  |  |  |  |  |  |  |
|  |                                  |  |  |  |  |  |  |  |  |  |  |  |  |  |  |  |
|  | 11.Elżbieta Csomortány           |  |  |  |  |  |  |  |  |  |  |  |  |  |  |  |
|  |                                  |  |  |  |  |  |  |  |  |  |  |  |  |  |  |  |
|  |                                  |  |  |  |  |  |  |  |  |  |  |  |  |  |  |  |
|  | 1. Михаил Корибут Вишњевецки     |  |  |  |  |  |  |  |  |  |  |  |  |  |  |  |
|  |                                  |  |  |  |  |  |  |  |  |  |  |  |  |  |  |  |
|  |                                  |  |  |  |  |  |  |  |  |  |  |  |  |  |  |  |
|  | 12.Jan Zamoyski                  |  |  |  |  |  |  |  |  |  |  |  |  |  |  |  |
|  |                                  |  |  |  |  |  |  |  |  |  |  |  |  |  |  |  |
|  |                                  |  |  |  |  |  |  |  |  |  |  |  |  |  |  |  |
|  | 6. Tomasz Zamoyski               |  |  |  |  |  |  |  |  |  |  |  |  |  |  |  |
|  |                                  |  |  |  |  |  |  |  |  |  |  |  |  |  |  |  |
|  |                                  |  |  |  |  |  |  |  |  |  |  |  |  |  |  |  |
|  | 13.Barbara Tarnowska             |  |  |  |  |  |  |  |  |  |  |  |  |  |  |  |
|  |                                  |  |  |  |  |  |  |  |  |  |  |  |  |  |  |  |
|  |                                  |  |  |  |  |  |  |  |  |  |  |  |  |  |  |  |
|  | 3. Гризелда Констанција Замојска |  |  |  |  |  |  |  |  |  |  |  |  |  |  |  |
|  |                                  |  |  |  |  |  |  |  |  |  |  |  |  |  |  |  |
|  |                                  |  |  |  |  |  |  |  |  |  |  |  |  |  |  |  |
|  | 14.Aleksander Ostrogski          |  |  |  |  |  |  |  |  |  |  |  |  |  |  |  |
|  |                                  |  |  |  |  |  |  |  |  |  |  |  |  |  |  |  |
|  |                                  |  |  |  |  |  |  |  |  |  |  |  |  |  |  |  |
|  | 7. Katarzyna Ostrogska           |  |  |  |  |  |  |  |  |  |  |  |  |  |  |  |
|  |                                  |  |  |  |  |  |  |  |  |  |  |  |  |  |  |  |
|  |                                  |  |  |  |  |  |  |  |  |  |  |  |  |  |  |  |
|  | 15.Anna Kostka                   |  |  |  |  |  |  |  |  |  |  |  |  |  |  |  |
|  |                                  |  |  |  |  |  |  |  |  |  |  |  |  |  |  |  |
|  |                                  |  |  |  |  |  |  |  |  |  |  |  |  |  |  |  |